# 华宁 (1971年)
华宁（1971年5月—），男，浙江宁波镇海人，中华人民共和国外交官，曾任中华人民共和国驻南苏丹共和国特命全权大使，现任中华人民共和国驻卢森堡大公国特命全权大使。

## 生平
1994年，华宁进入中华人民共和国外交部工作。先后在外交部新闻司、驻英国大使馆、外交部干部司任职。2009年，任驻印度尼西亚大使馆参赞。2013年，任外交部国外工作局副司级干部。同年，任外交部办公厅参赞兼处长。2016年，升任外交部办公厅副主任。2019年3月，出任中华人民共和国驻南苏丹大使。2022年8月，出任中华人民共和国驻卢森堡大使。